# Mastercastle
Mastercastle je italská heavy-metalová skupina založená roku 2008. Jádro skupiny tvoří zpěvačka Giorgia Gueglio a sólový kytarista Pier Gonella.

## Historie
Historie kapely Mastercastle se začala psát v roce 2008, kdy se spolu poprvé setkali Pier Gonella a Giorgia Gueglio, kteří později vytvořili základní pilíř této skupiny. Kapelu doplnili bubeník Alessandro Bissa a basista Steve Vawamas.
Producentem jejich debutového alba The Phoenix byl Pier Gonella a bylo vydáno ke konci roku 2009 u vydavatelství Lion Music Records.
V roce 2010 kapela vydala své druhé album Last Desire.

## Diskografie
| Datum vydání | skupina      | Název       | Známka     |
| 2009         | Mastercastle | The Phoenix | Lion Music |
| 2010         | Mastercastle | Last Desire | Lion Music |

## Sestava
- Giorgia Gueglio - zpěv
- Pier Gonella - kytara
- Steve Vawamas - basová kytara
- Alessandro Bissa - bicí